# Celastrina hersilia
Celastrina hersilia är en fjärilsart som beskrevs av John Henry Leech 1893. Celastrina hersilia ingår i släktet Celastrina och familjen juvelvingar. Inga underarter finns listade i Catalogue of Life.